# Ambohidranandriana
Ambohidranandriana – gmina na Madagaskarze, w regionie Vakinankaratra, w dystrykcie Antsirabe II. W 2001 roku zamieszkana była przez 11 448 osób.  Siedzibę administracyjną stanowi miejscowość Ambohidranandriana.